# Gergogne
La Gergogne est une petite rivière française, affluent, à l'origine, de l'Ourcq en rive droite, puis du canal de l'Ourcq dès sa mise en service. Elle coule, du département de l'Oise en amont à celui du département de Seine-et-Marne en aval, soit de la région Hauts-de-France à la région Île-de-France. Son cours est entièrement dans l'ancien pays de Multien situé au nord de la ville de Meaux.

## Géographie
La longueur de son cours est de 12,4 km.

### Cours
La Gergogne prend sa source entre la ferme de Gueux et le hameau de Poix sur le territoire de la commune de Bouillancy, à 100 m d'altitude. Elle coule globalement du nord-ouest vers le sud-est.
Elle descend d'abord vers le sud jusqu'au-delà de Réez-Fosse-Martin. Elle oblique à l'est-sud-est (azimut : 106°, conservé jusqu'au confluent), pour se diriger vers le territoire d'Acy-en-Multien qu'elle traverse au sud. Elle longe ensuite le village de Rosoy-en-Multien, toujours au sud, puis sert de limite entre les territoires de Rouvres et de May-en-Multien. Plus loin, elle atteint la vallée de l'Ourcq et conflue alors avec le canal de l'Ourcq sur le territoire de cette même localité à 63 m d'altitude. L'ancienne jonction, à 56 m d'altitude, sur la rivière d'Ourcq, se situe tout près du château de Gesvres-le-Duc sur la commune de Crouy-sur-Ourcq.
Son profil altimétrique moyen a une pente de 3 pour 1000.

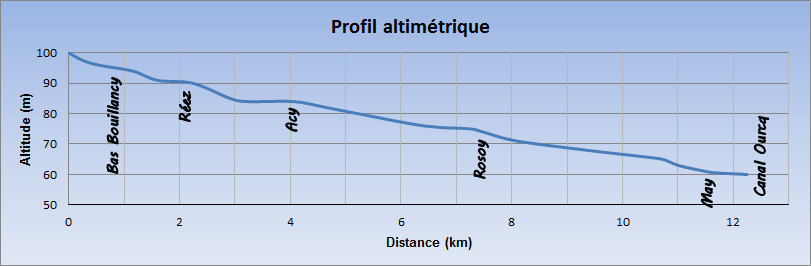

De nombreuses sources ou anciennement « fontaines » augmentent le volume des eaux. Des étangs (au nombre de 9) et des cressonnières (au nombre de trois à l'origine, mais une seule en exploitation aujourd'hui) se découvrent vers ses abords.
On trouve aussi, près de son lit, deux stations de pompage et deux stations d'épuration.

### Bassin versant

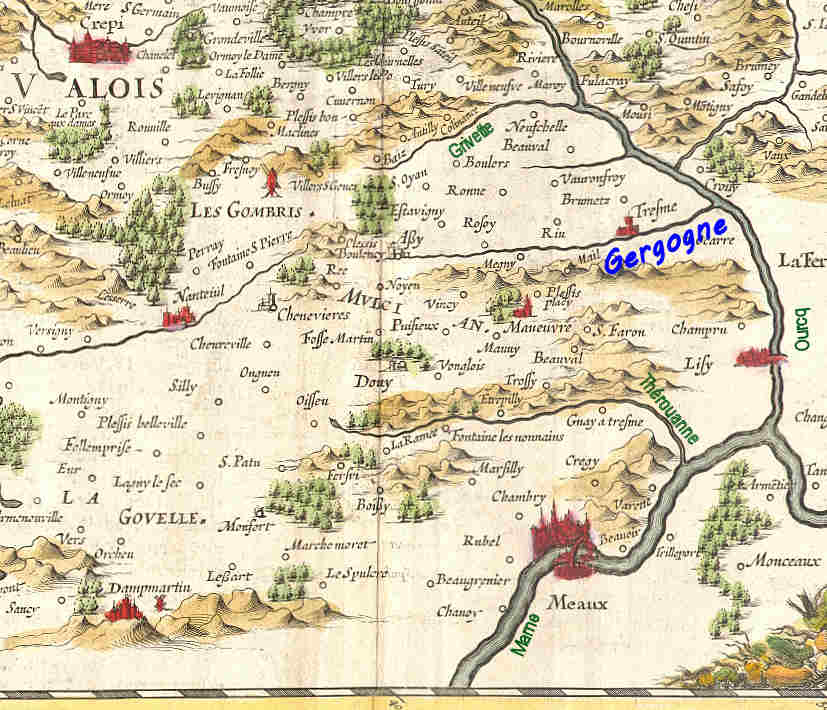
La Gergogne, entre Grivette et Thérouanne, carte de 1620.

Le bassin versant de la Gergogne est en fait un bassin élémentaire du bassin versant de l'Ourcq.
En l'absence de données précises, le bassin élémentaire est estimé à 50 km2. Celui de l'Ourcq est de 1 083 km2, soit un rapport de 4,6 %.

### Géologie
La géologie est celle du Multien, pays du bassin parisien, bassin sédimentaire tertiaire. La source de la rivière « a son niveau dans les argiles qui servent de base au calcaire d'eau douce moyen, tandis que les sources du fond de la vallée proviennent des argiles interposées dans les sables glauconieux ».

### Communes et cantons traversés
Dans les deux départements de l'Oise et de Seine-et-Marne, le Gergogne traverse six communes et deux cantons.
Les communes traversées, de l'amont vers aval sont : Bouillancy (source), Réez-Fosse-Martin, Acy-en-Multien, Rosoy-en-Multien, Rouvres-en-Multien, May-en-Multien (confluence).
Soit en termes de cantons, la Gergogne prend source dans le canton de Betz, conflue dans le canton de Lizy-sur-Ourcq, le tout dans les deux arrondissement de Senlis et arrondissement de Meaux.

### Organisme gestionnaire
L'organisme gestionnaire, pour la Gergogne, est le SIE Gergogne ou « Syndicat Intercommunal et Interdépartemental d’Aménagement et d’entretien de la Gergogne »

## Affluents
Le Gergogne n'a pas d'affluent référencé.

### Rang de Strahler
Donc son rang de Strahler est de un.

## Hydrologie
Il n'existe pas de station pour mesures hydrologiques sur le cours de la Gergogne. Le débit n'est donc pas connu. À la mise en eau du canal, la part de la Gergogne était de 838 pouces, soit un débit spécifique de 0,19 m3/s.
Les fluctuations saisonnières, sans être chiffrées, peuvent ressembler à celles de la Thérouanne, sa rivière sœur, représentées ici :
Son régime hydrologique est dit pluvial océanique.

### Crues
Il n'existe pas de crues très importantes. Les étangs servent de tampon. Néanmoins, il a pu être constaté deux crues exceptionnelles dues aux orages pendant le mois d'août 1847 (effet sensible depuis Bouillancy jusqu'aux approches de Rosoy) et le 9 mai 1988 (notamment à Rosoy, où des murs ont été emportés. Toute la vallée après le village, au lieu-dit « Chantereine » était sous les eaux).

## Étymologie

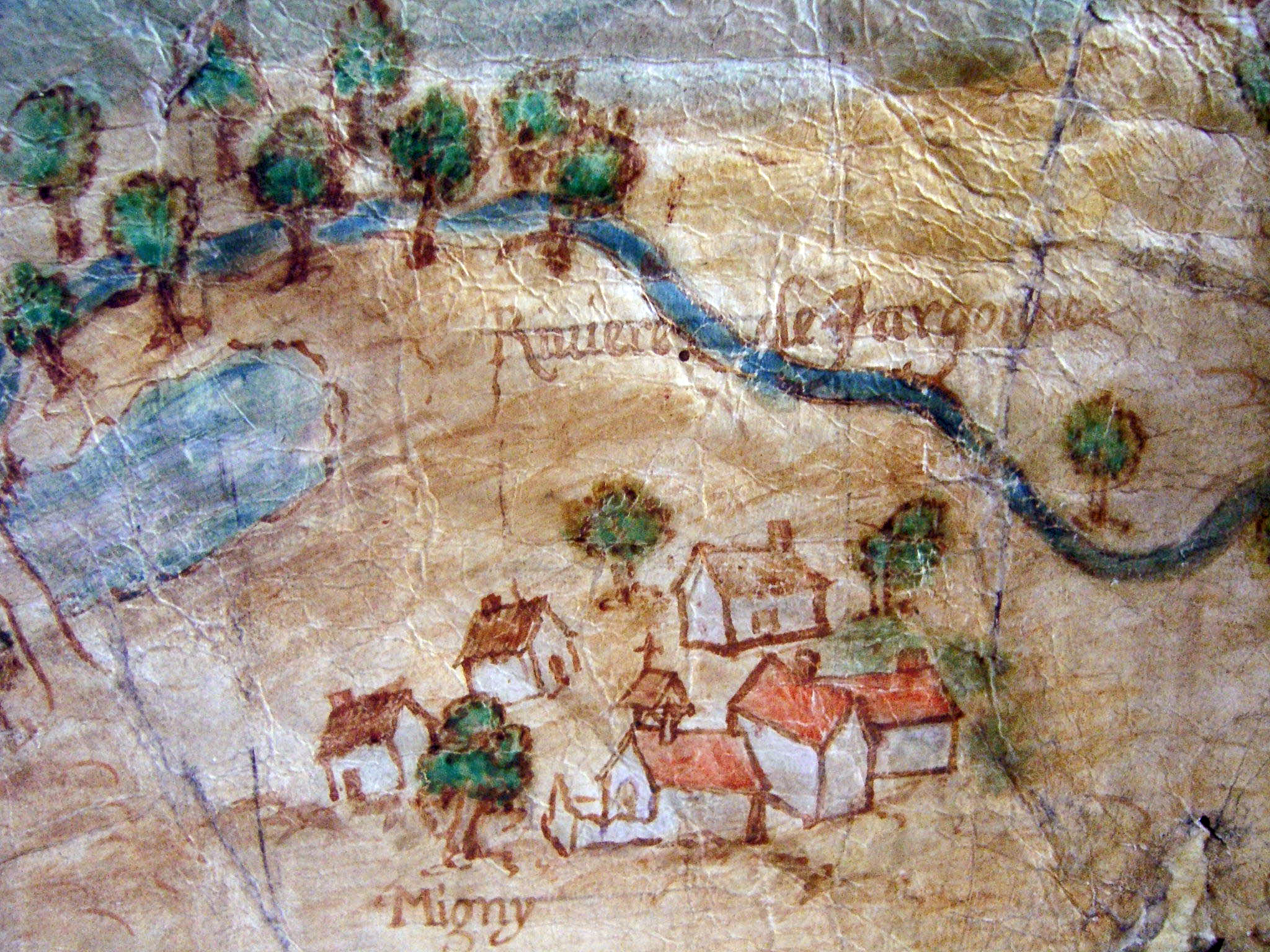
« La Jargonne » au lieu-dit « la Fontaine de Migny », 1609.

La Gergogne, Jergogne ou Jargogne peut signifier « eaux qui gargouillent ou qui gazouillent ». Jargogne remonte à un type *Gargonnia, avec un premier élément qui peut être le même que dans « gargouiller » : jargoillier « (des oiseaux) « gazouiller » et « gargouille » anc. gargoule « conduit pour l'écoulement des eaux », d'une racine indo-européenne *garg- ou onomatopéique garg- que l'on retrouve dans « gargariser », « gargarisme ». L'évolution régulière en français est jarg- (comme GARDINU) jardin ; le second élément est une finale hydronymique : ouna ou unna « eaux ».

## Histoire

### La rivière

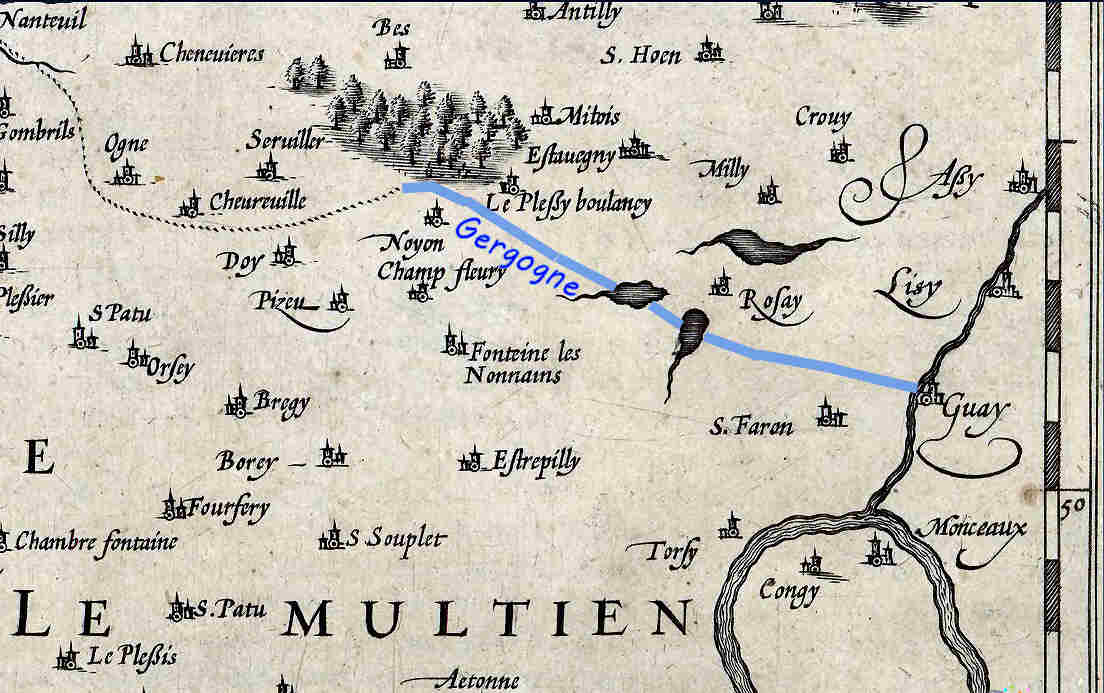
La vallée, zone marécageuse avec étangs naturels, 1598 (représentation approximative).

À l'époque romaine, la région défrichée s'arrête à la hauteur de Réez-Fosse-Martin, sur la rivière. Au nord se trouve la forêt de Retz, dont la limite reculera pour devenir, plus tard, la forêt de Villers-Cotterêts.
Au Moyen Âge, pour passer la rivière qui serpente dans une vallée marécageuse, des gués sont aménagés et empierrés. Tel est probablement le cas de l'ancien gué de Rosoy-en-Multien, sur l'ancienne route de Paris à La Ferté-Milon, au lieu-dit le « Cailloti ».
En ces temps-là, les premiers moulins hydrauliques sont construits sur le cours de la rivière. On trouve une trace écrite de l'existence d'un moulin à Rosoy, dans un document de 1250. Le cours de la rivière est aussi transformé. À Acy-en-Multien, l'ancien lit passait plus au nord du village ; on creuse un lit artificiel au sud, on monte des fortifications, on établit des ponts-levis aux portes. Il n'en reste rien au XXIe siècle, l'ancien lit est asséché.
En 1540, sous François Ier, la rivière sert de limite méridionale à la gruerie de Nanteuil, entre sa source et Acy, « en vertu d'un procès-verbal de M. Mille commissaire, député par le Conseil d'État pour faire cette délimitation. ». Plus tard, en 1609, un plan de la gruerie montre d'une façon imagée des détails du cours de la rivière, des villages aux abords, des moulins et des bornes de la dite gruerie. On peut constater sur ce document la présence de certains hameaux, tels Migny et Tresmes, qui en 2010, ont complètement disparu depuis longtemps.

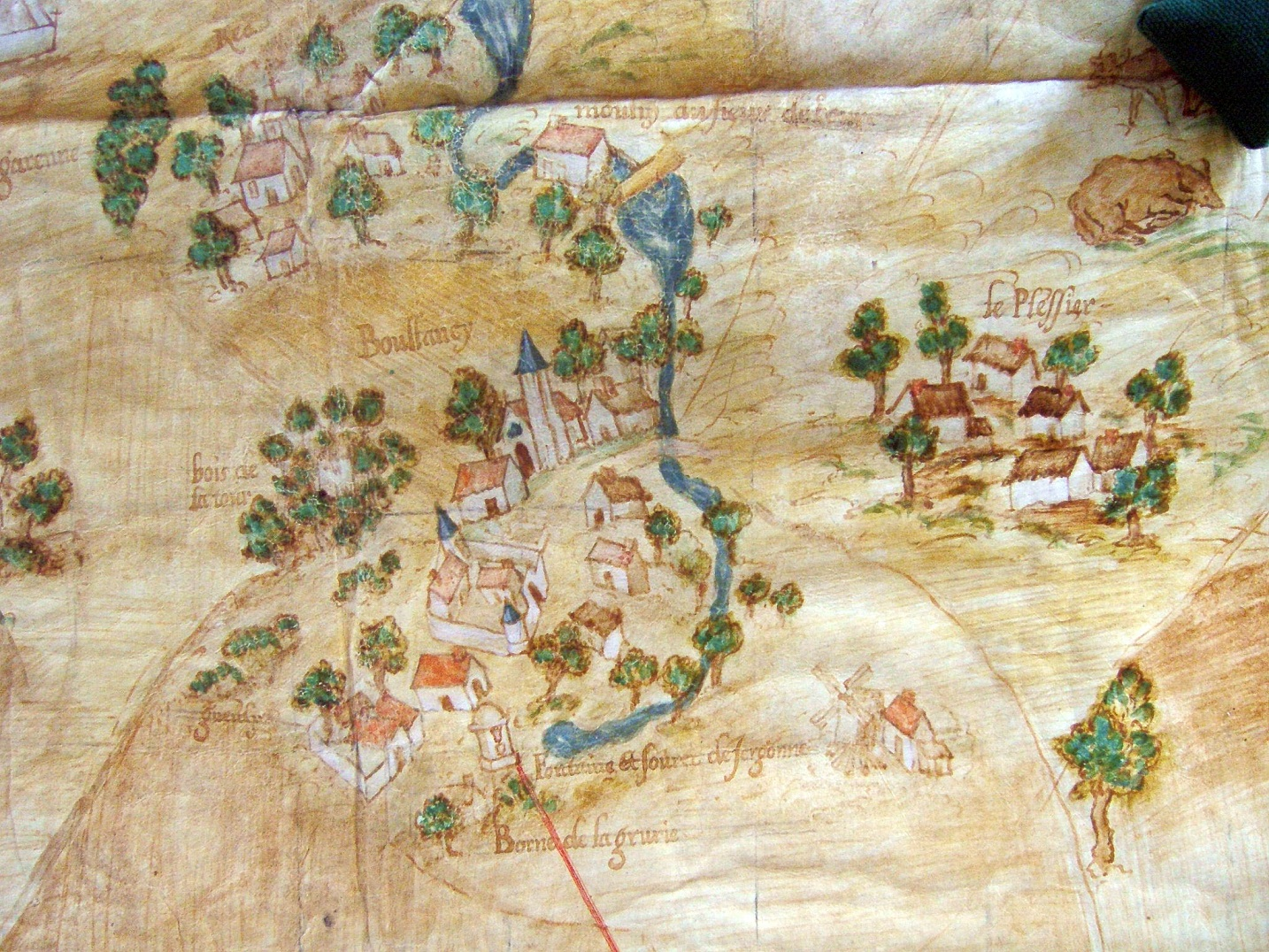
Bouillancy, à la source de la Gergogne.
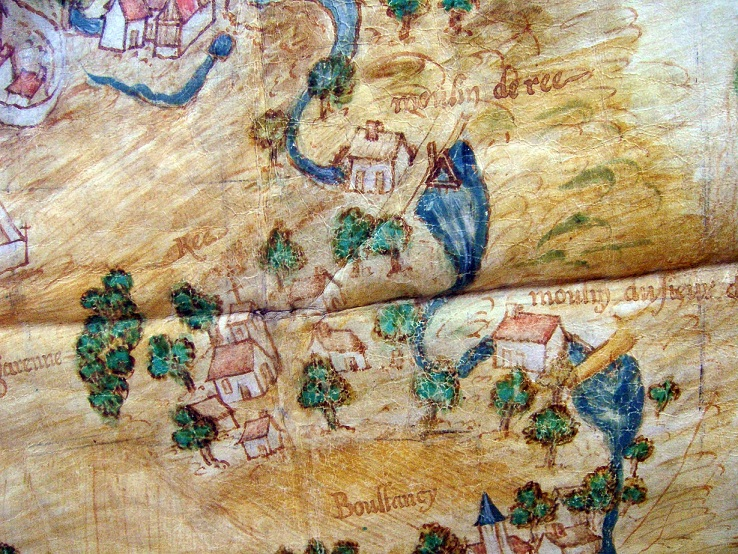
Réez-Fosse-Martin, en aval de Bouillancy.
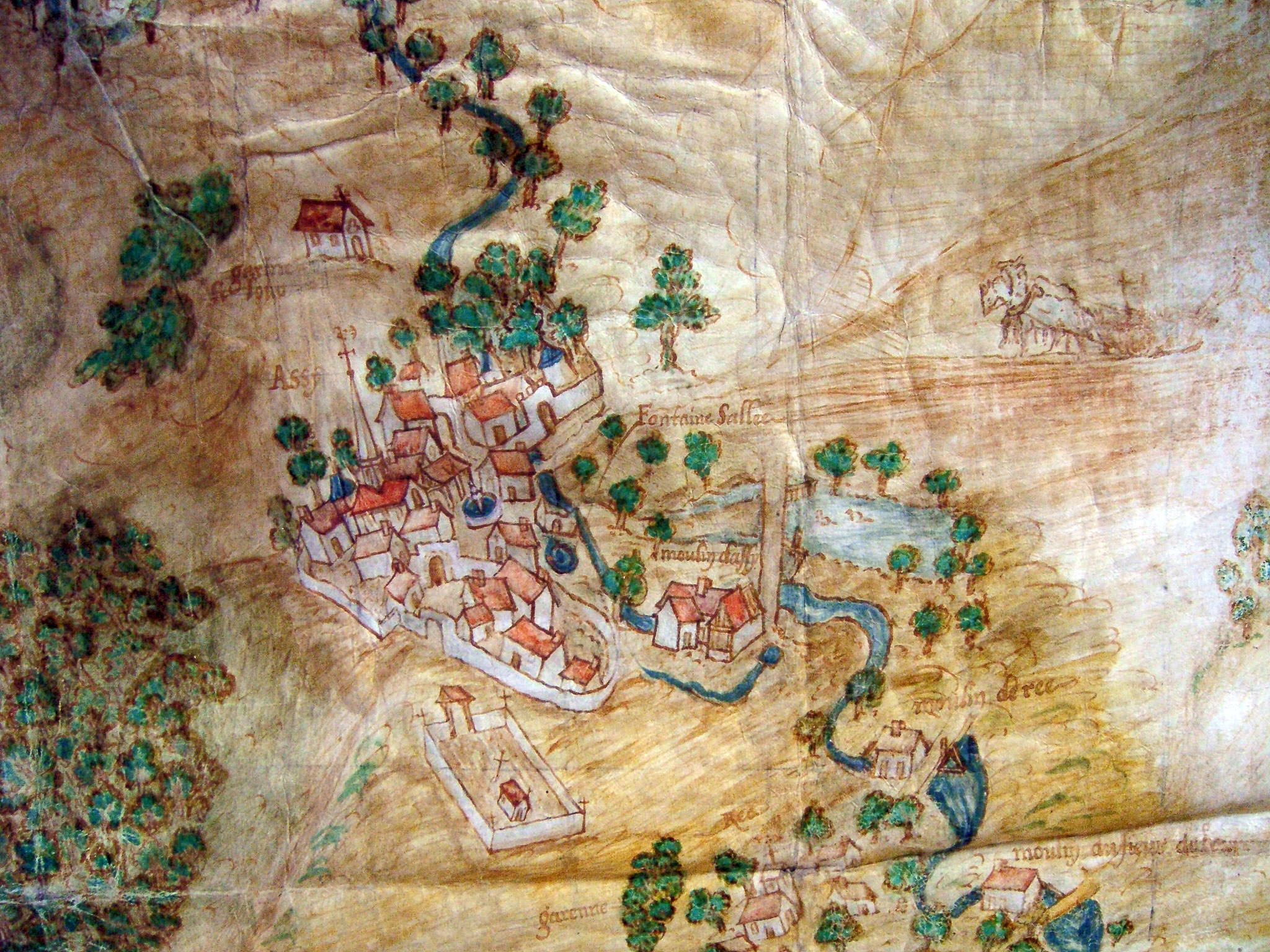
Acy-en-Multien, bourg fortifié.
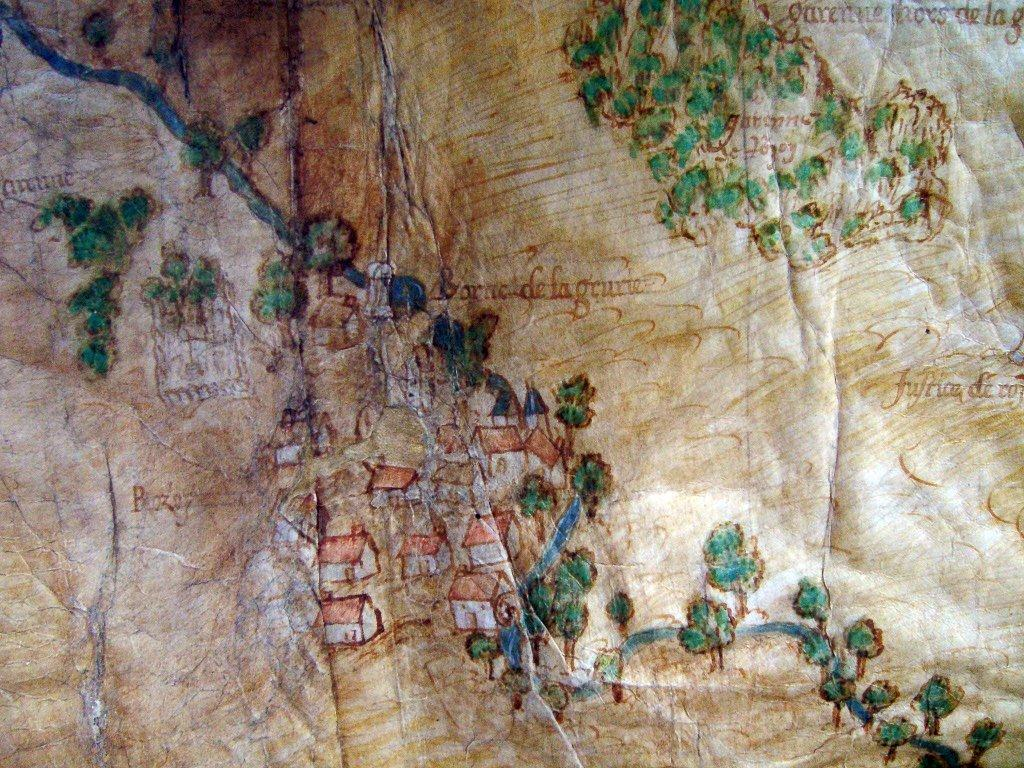
Rosoy-en-Multien. Au premier plan le moulin.
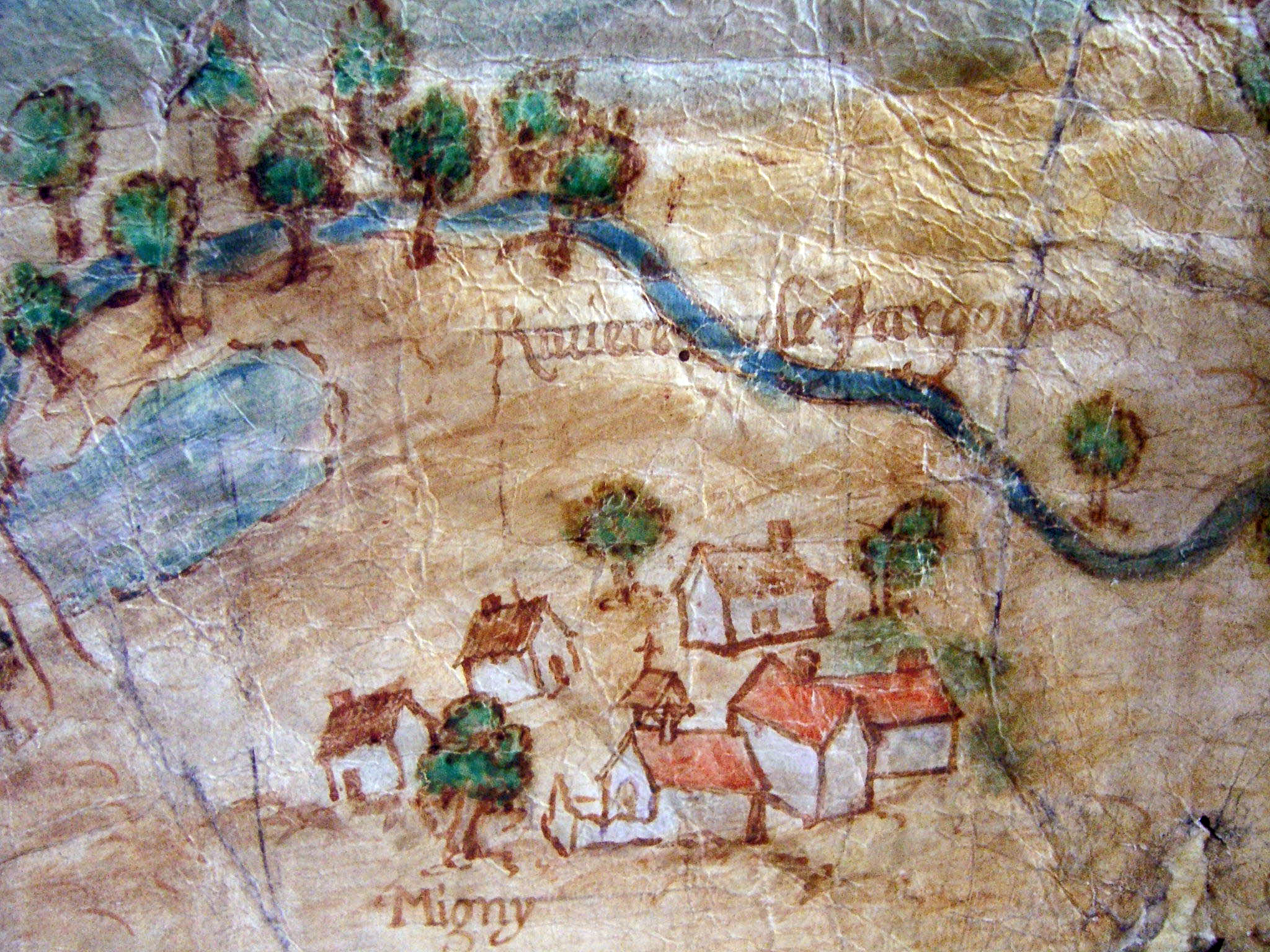
Migny, au nord des cressonnières actuelles.
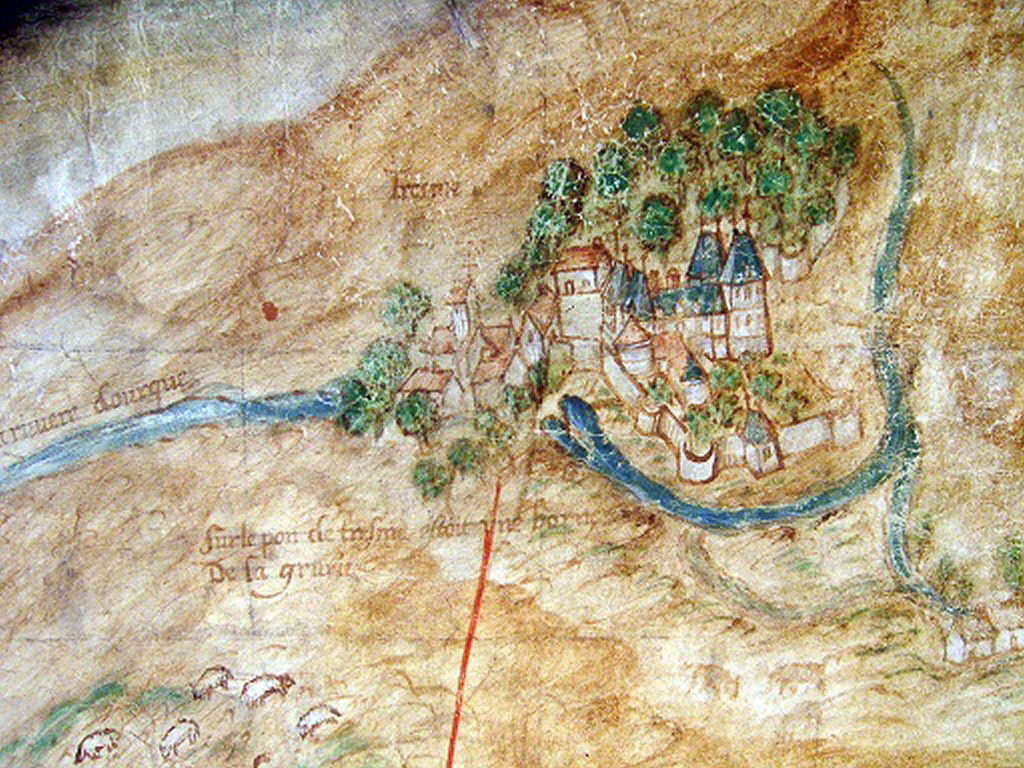
Tresmes, à la confluence Ourcq-Gergogne.

Au XVIIe siècle, est creusé un canal déversoir pour le moulin de Rosoy dont les murs datent au plus tard du XVIe siècle. Au cours du XIXe siècle, la rivière et ses abords, en aval du moulin, seront transformés en un parc « à l'anglaise » du « Nouveau Château » de Rosoy. Le moulin, les deux bras de la rivière, et son aménagement existent toujours. Le moulin dit d'Anibray, plus loin, sur le territoire de May-en-Multien, est lui aussi pourvu d'un grand canal d'alimentation. Ces constructions subsistent elles aussi actuellement.

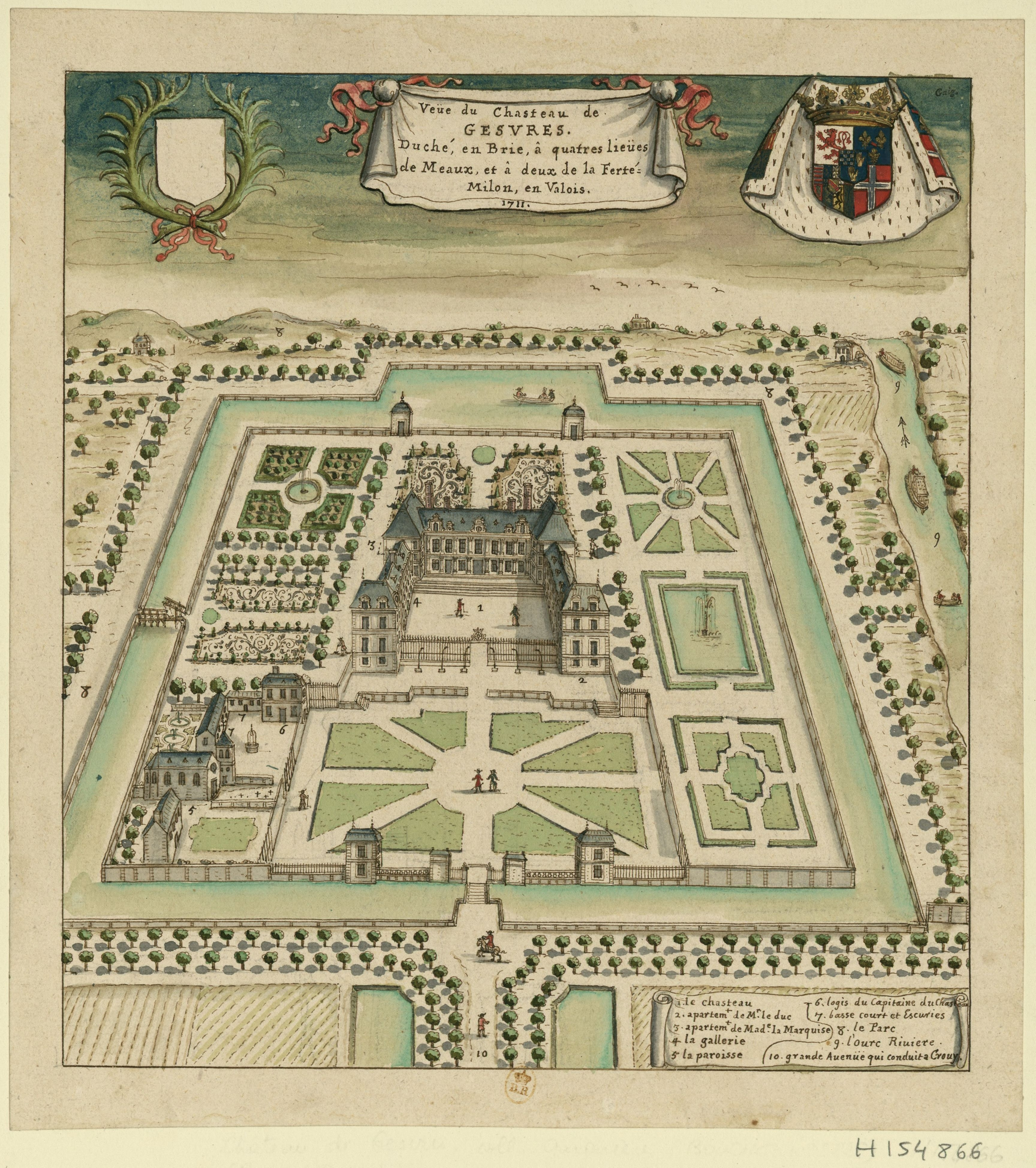
Château de Gesvres ; en 1732, la Gergogne, seule, alimente les fossés.

Au XVIIIe siècle, la Gergogne sert à alimenter les douves du Château de Gesvres-le-Duc. Le château, propriété de la famille Potier, est construit au début du XVIIe siècle. Situé sur un terrain marécageux, il est assaini ; y sont creusés alors des canaux alimentés par la rivière d'Ourcq. Mais, en 1732, le duc d'Orléans intercepte les eaux de la rivière pour alimenter « le  canal des Ducs » - ancêtre du canal de l'Ourcq. Ce canal doit conduire les bois de la forêt de Villers-Cotterêts à Paris ; les fossés du château ne sont plus alimentés. Le duc de Gesvres s'adresse alors à un ingénieur hydraulicien du roi qui fait ouvrir un lit pour recevoir les eaux de la Gergogne : « après un canal de bois, et de cascade en cascade l'eau allait tomber dans les avant-fossés... et dans une immense pièce d'eau qui alimentait le parc, renouvelant l'eau toutes les 24 heures ». Le château initial est rasé à la Révolution, mais ses fossés et quelques bâtiments existent toujours.
Au XIXe siècle, l'évènement est la construction du canal de l'Ourcq. Envisagé depuis bien longtemps, les travaux durent de 1802 à 1825. Au-delà de Crouy-sur-Ourcq, le canal suit le cours de la rivière à quelques centaines de mètres, rive droite. Il croise le lit originel de la Gergogne et les eaux de cette dernière vont être confisquées. Elles alimenteront dès lors, ce « canal de petite navigation ». L'apport de ce petit affluent n'est pas négligeable : « Dans la quantité de 12 637 pouces d'eau [qui arrivent à Saint-Denis], la rivière de l'Ourcq n'en fournit que 5 480 pouces ; la Collinance en donne 592, la Gergogne en donne 838, la Thérouanne 592, et la Beuvronne 977. ».
De petits ouvrages d'art sont réalisés à hauteur du nouveau confluent : réservoir-tampon, déversoir avec vanne de fond, un pertuis à poutrelles pouvant servir de batardeau et un aqueduc pour le passage sous le canal.
La navigation sera ouverte de Saint-Denis à Mareuil-sur-Ourcq en 1822.
Toujours au XIXe siècle, en 1814, le 2 et 3 mars, pendant la Campagne de France, de violents combats opposent Français et coalisés commandés par Blücher, vers le pont de Gesvres-le-Duc à la confluence de la Gergogne et sur les premières pentes menant à May-en-Multien. Les coalisés perdent là près de 1 000 hommes face à Marmont descendant de May avec ses fantassins ; momentanément vaincues, les troupes coalisées reculeront alors vers Varinfroy.

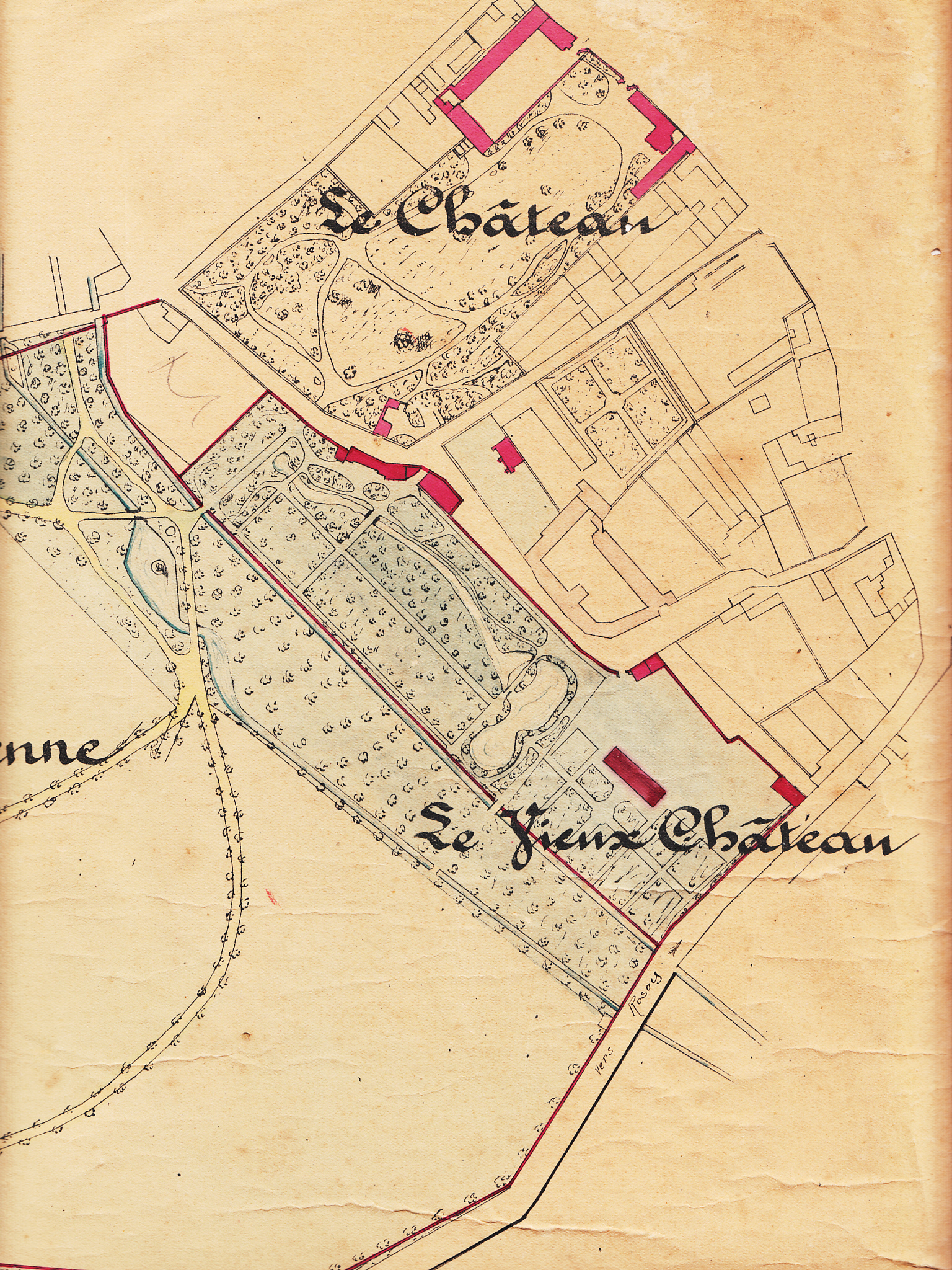
Le parc « à l'anglaise » du Château de Rosoy, vers 1850-1880
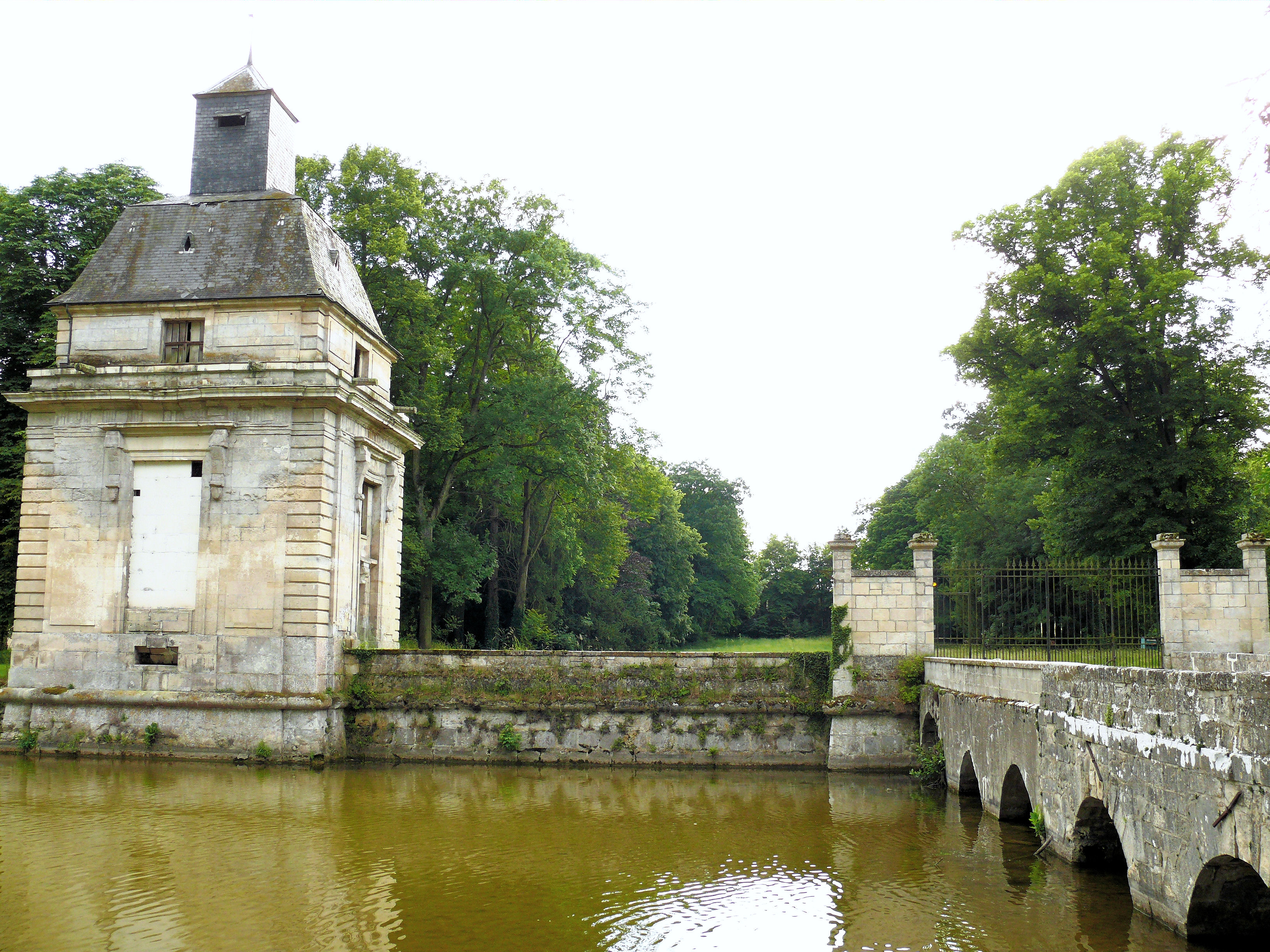
Crouy-sur-Ourcq - Château de Gresves-le-Duc - Entrée - Pont sur les douves et pavillon
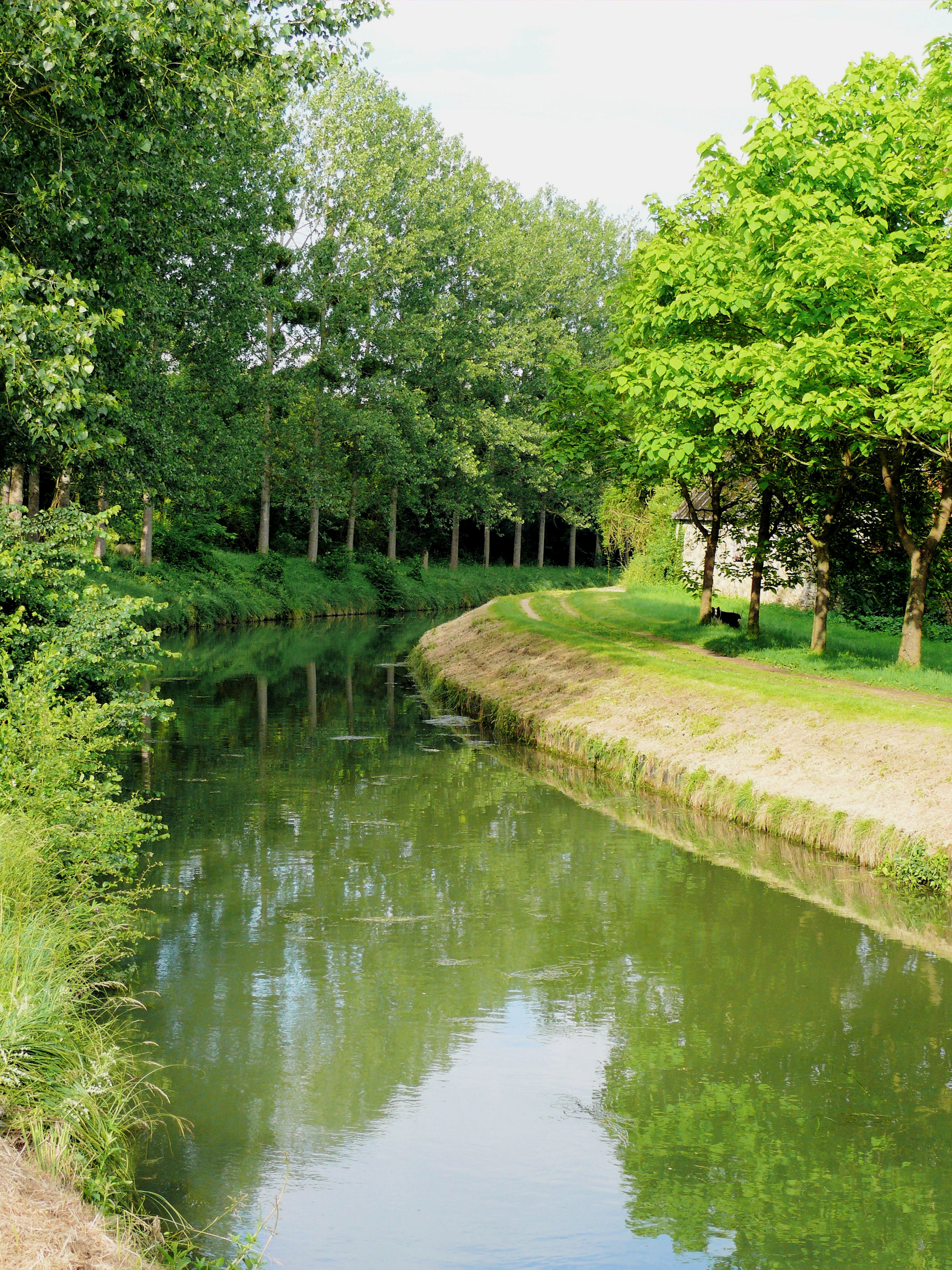
Le canal de l'Ourcq, vers May et Crouy-sur-Ourcq

Au XXe siècle, en septembre 1914, au début de la « Grande Guerre », les troupes allemandes envahissent tout le Multien. La vallée de la Gergogne est occupée et devient un des objectifs de reconquête français de la bataille de l'Ourcq. Du 6 au 9 septembre, des combats acharnés se déroulent dans les bois, sur les berges et sur les ponts de la Gergogne, autour de Réez-Fosse-Martin. Venant de Bouillancy-le-Haut, « les soldats français sont au bord du plateau. À leurs pieds [la vallée de la Gergogne] est un gouffre de feuillages, de rochers, un ravin sinueux, profond, humide, impénétrable. Il s'agit de plonger dans cet inconnu où se trouve Acy-en-Multien où il faut déloger l'ennemi à la baïonnette... ». Acy est pris, abandonné, repris puis définitivement perdu le 8 septembre vers 8 h. par les troupes françaises obligées alors de se replier sur les hauteurs de Bouillancy.
Ce même jour, vers 16 h. une reconnaissance aérienne française découvre de gros rassemblements allemands à May et dans la vallée de la Gergogne, à l'est du pont de Rosoy [au lieu-dit Chantereine]. La direction du mouvement de ces troupes n'est pas encore connue... Deux jours plus tard, la bataille prendra fin ; les Allemands se replieront, sur ordre, au-delà de l'Aisne. Un carré militaire, dans le cimetière d'Acy est un lieu du souvenir de ces jours de guerre.

Vues d'époque en couleurs
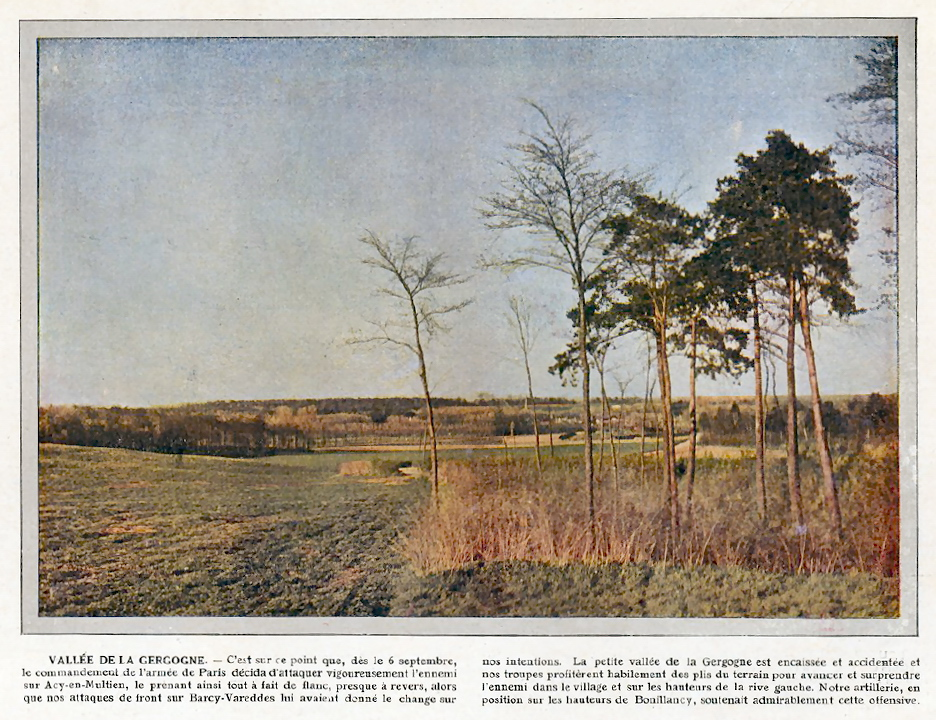
La vallée de la Gergogne, lieu des combats, avec au fond Acy.
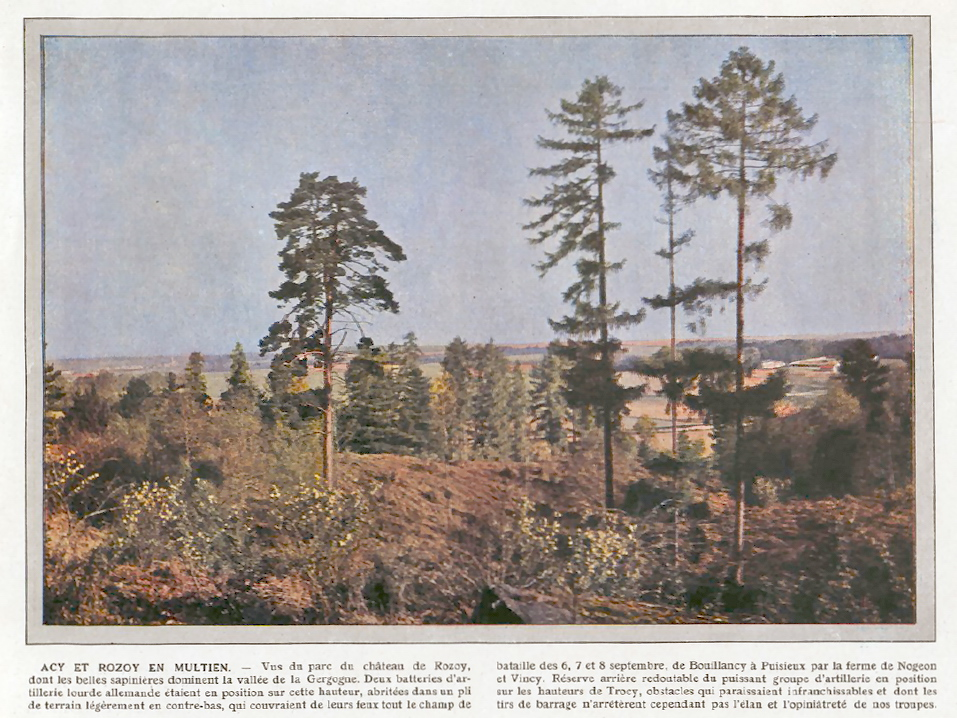
Rosoy, Bois de Chaumont (parc du château) où étaient installées des pièces d'artillerie lourde allemandes.
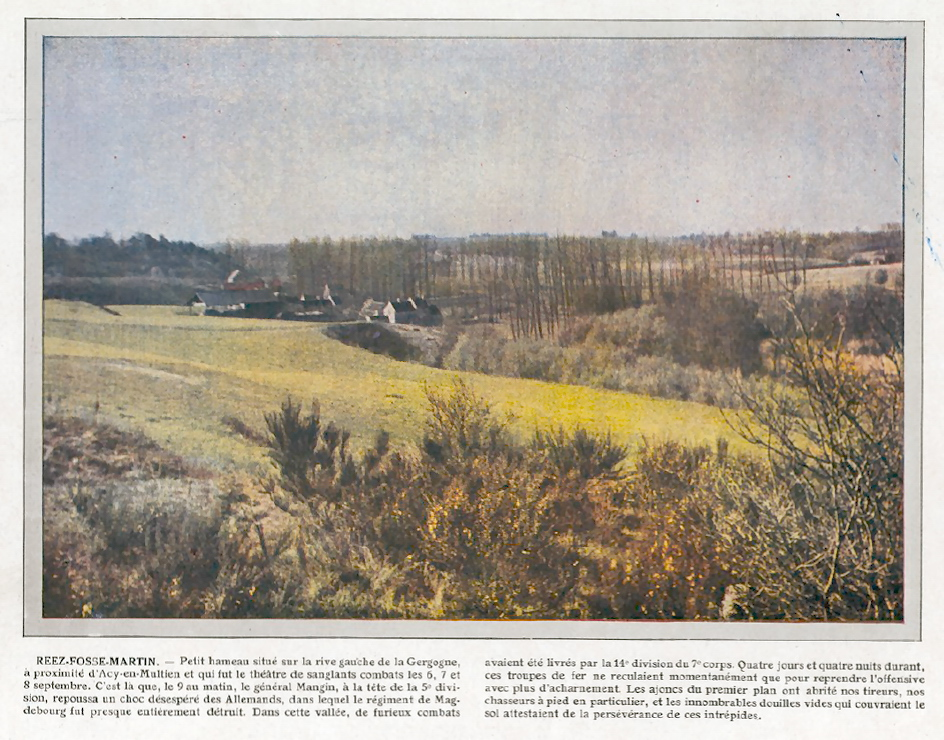
Réez-Fosse-Martin, où les combats furent les plus meurtriers.
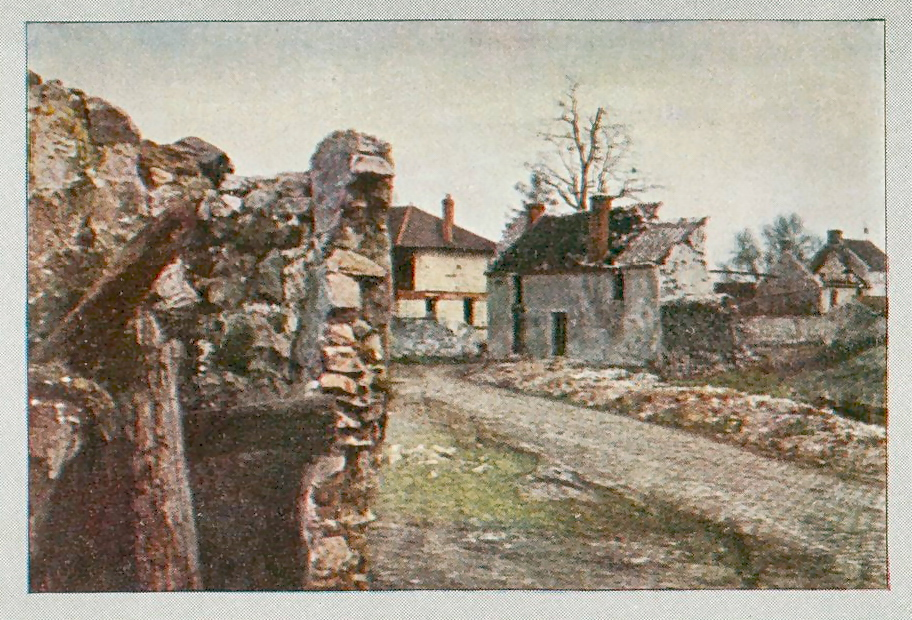
Bouillancy-le-haut, très endommagé par l'artillerie allemande.
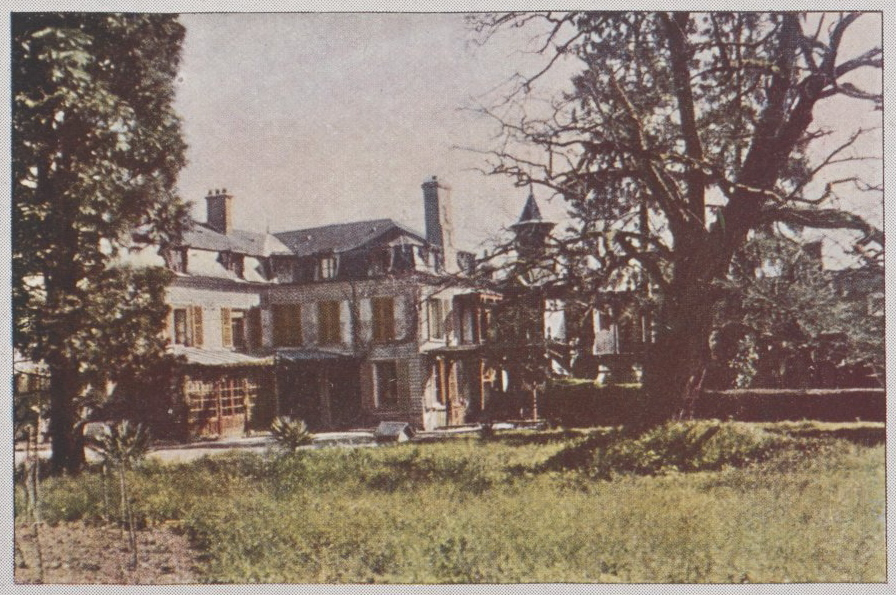
Rosoy, le château, près de la Gergogne, où les Allemands laissèrent 300 blessés et des stocks énormes de munitions.

### Les moulins

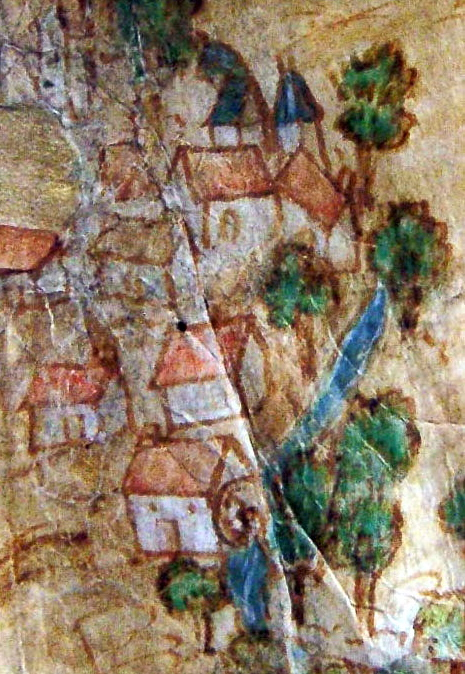
La Gergogne à Rosoy en 1609 ; au premier plan le moulin, au fond le château.

Dans les années 1850, cinq moulins hydrauliques sont répertoriés dont quatre sont en activité sur le cours de la Gergogne. Ce sont, de l'amont vers l'aval :
- Le moulin de Réez : il existe en 1609, représenté sur le plan de la gruerie de Nanteuil ; il est nommé vers 1670[24], mais a disparu aujourd'hui. Il produit 1 700 hectolitres de farine. Il emploie un ouvrier et fonctionne en moyenne 10 h par jour.
- Le moulin dit du haut-Acy, de construction ancienne, il est représenté sur le plan de la gruerie de 1609 ; il a cessé de fonctionner vers 1815.
- Le moulin du bas-Acy, alimenté par un étang, produit 3 840 hl et emploie deux ouvriers.
- Le moulin de Rosoy, attesté en 1250 - au même lieu ? Il produit 2 250 hl, emploie un ouvrier et fonctionne 18 h par jour. Après cessation d'activité, dans les années 1920, il sera transformé en petite centrale électrique pour les besoins de son propriétaire et de quelques privilégiés de la commune, avant la distribution électrique officielle.
- Le moulin d'Alibray ou de May, sur le plan de la gruerie de 1609, dont l'importance n'est pas connue.
- Un moulin, non répertorié, se trouvait sur le territoire de Bouillancy en 1609 (moulin du sieur de ???), ainsi qu'un moulin à vent à proximité. Ces deux moulins sont représentés sur le plan de la gruerie de Nanteuil.

Les « usines » en activité essaient de rester productives par des améliorations voulues par leurs propriétaires, mais la concurrence des moulins sur l'Ourcq qui produisent environ 40 000 hl leur sera fatale. Elles cesseront leur activité l'une après l'autre. Mais certains moulins existent toujours, souvent transformés en résidences d'agrément.

### Les étangs
Aujourd'hui au nombre de neuf, les étangs artificiels agrémentent le cours de la rivière. Construits à différentes époques, ils servent essentiellement de retenues d'eau pour les moulins.
Les étangs de Rosoy sont bien connus. Dès avant les années 1760, il exista un lieu-dit « Les Étangs » bien en amont du moulin. Sur le plan-terrier de 1760, ce lieu est considéré comme terre, donc asséché. Sur ce même plan-terrier, à l'emplacement des étangs actuels, se trouvait un vaste pré, appelé « Pré du Moulin » ou « Les Corvées » qui montre qu'à cette époque des travaux importants avaient lieu, probablement pour établir les étangs. Ces derniers ne seront mis en eau qu'après 1850. D'abord le plus au nord, situé sur la rive gauche, puis celui du sud qui est le seul encore en eau aujourd'hui. En plus de leur fonction de réservoir, de régulation du flux, et de réserve à poissons - pour l'anecdote - dans les hivers rigoureux, des pains de glace étaient débités à leur surface. Ils étaient stockés paillés dans de profondes caves et fournissaient de la glace à rafraichir jusqu'à la saison d'été.

## Activités économiques
Du fait de l'existence de nombreuses sources, plusieurs cressonnières furent aménagées pour cultiver le « cresson de fontaine ».
Une sur le territoire d'Acy et deux autres sur May, toutes cultivées par des familles de Rosoy. Celle de May, située au lieu-dit « Les Neuf Fontaines » date probablement des années 1850 et celle qui était alimentée par la fontaine de Migny ne fut aménagée qu'au début du XXe siècle. Cette dernière, en tant que telle, a disparu. Aujourd'hui, elle sert de réserve aux canards sauvages de la vallée.
Cette activité est la seule en lien direct avec la Gergogne.

## Galerie

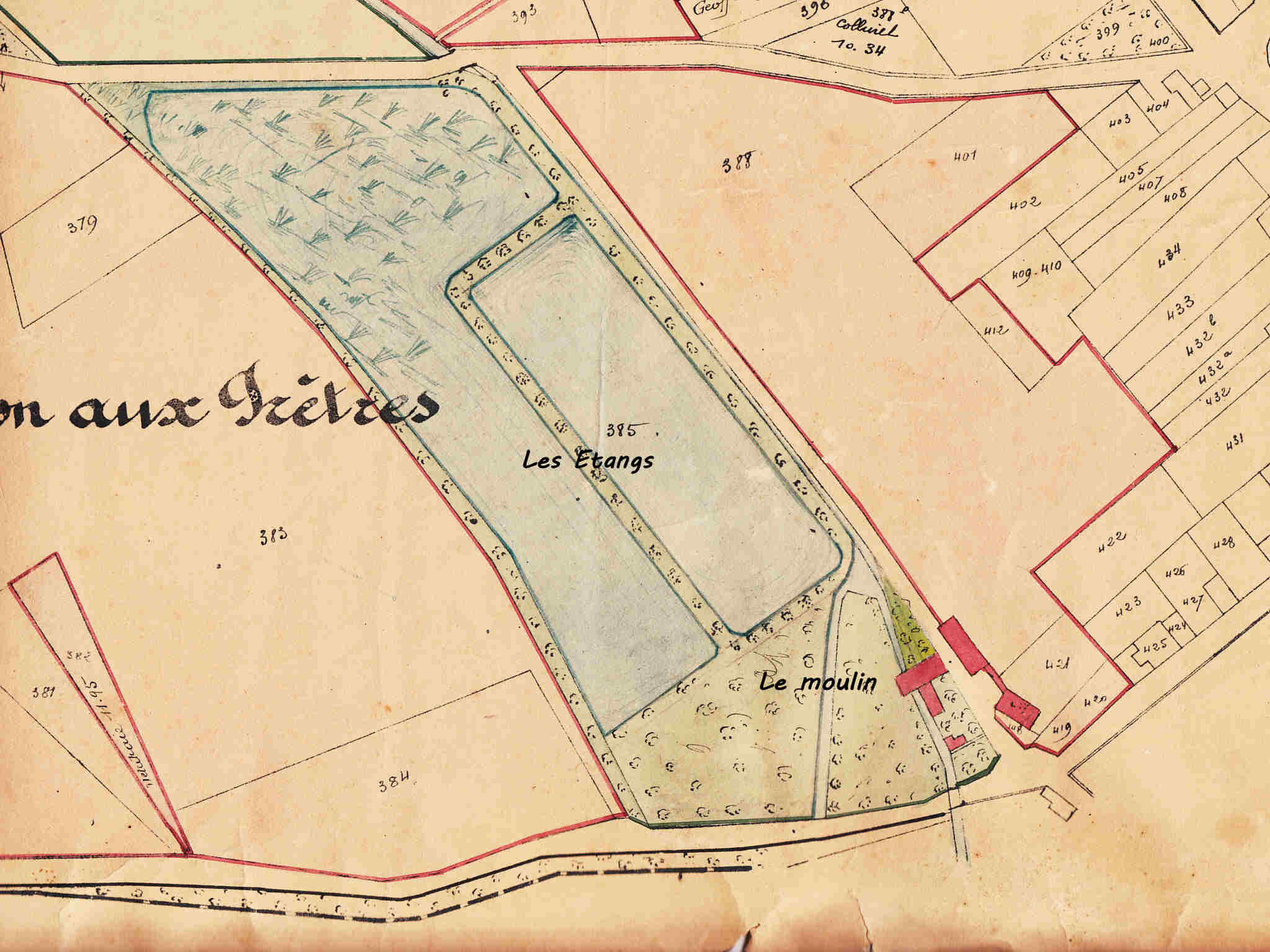
Plan des étangs et moulin de Rosoy, vers 1850-1880.
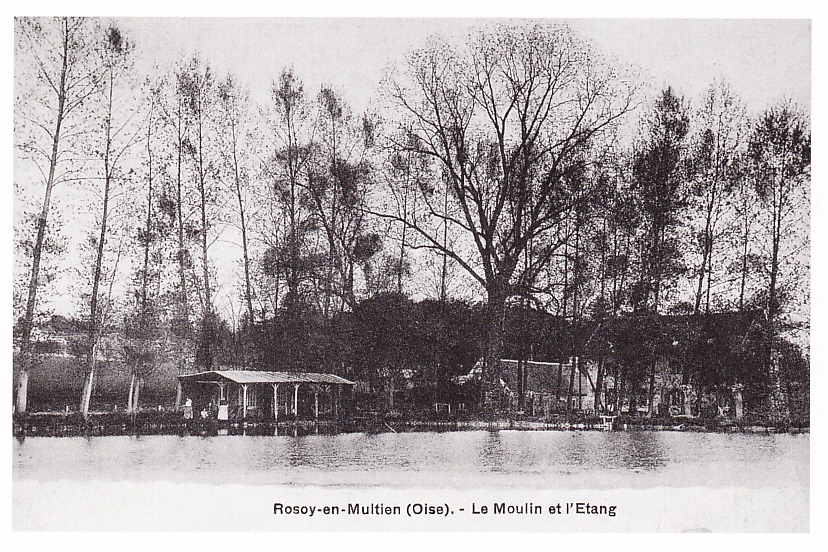
Lavoir et étangs, vers 1910.
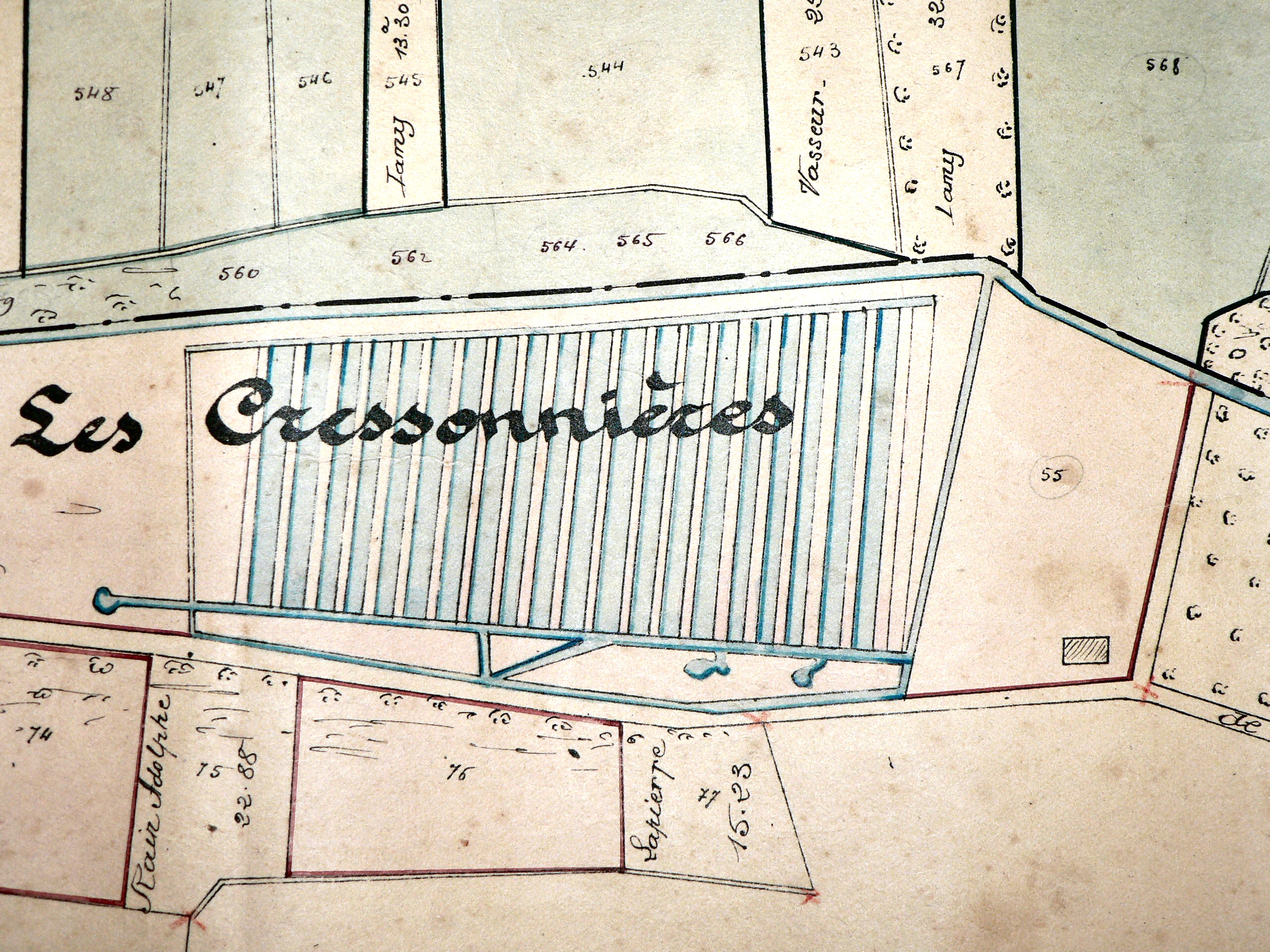
La cressonnière au lieu-dit « Les Neuf Fontaines », sur May-en-Multien, vers 1900.

## Milieu naturel

### Faune et flore
Les espèces du milieu naturel de la vallée de la Gergogne sont souvent similaires à celles trouvées en aval dans la vallée de l'Ourcq. Leur description est une affaire de spécialistes :
Une Zone Naturelle d’Intérêt Écologique Faunistique et Floristique, ZNIEFF de type I est référencée no 220013843 depuis 1988 pour une superficie de 215 hectares sur les trois communes de Acy-en-Multien, Bouillancy et Réez-Fosse-Martin. Cette zone naturelle - la haute vallée de la Gergogne - est cartographiée, décrite tant au niveau de l'habitat que des espèces rencontrées.
Néanmoins, on peut citer, pour la faune courante : ragondins, canards et hérons, libellules, couleuvres, orvets, escargots et les milliers de petites grenouilles qui envahissent les bords de la rivière et certaines routes ombragées adjacentes à une époque de l'année (juin ?) certainement propice.
Dans la rivière, étaient célèbres, dans les années 1950, les épinoches attrapées à la bouteille, les porte-bois et surtout les sangsues qui ne manquaient pas de se manifester au cours des baignades.
Les poissons sont rares, sauf dans les étangs. On y trouve les poissons habituels de l'Ourcq : brochets et perches, gardons et chevesnes, tanches et carpes... ; il n'est pas rare de découvrir des écrevisses et au fond de grosses moules d'eau douce.
Pour la flore, voir l'énumération des plantes intéressantes du canton de Betz... par l'abbé Questier. Malheureusement, cet inventaire s'arrête aux localités visitées, qui sont réparties, un peu sur l'Ourcq et dans le nord du canton.

### Menaces, protection
Du fait de l'implantation de stations d'épuration à proximité immédiate - inventoriées sur Acy et Rosoy, en 2013 - il a été mis en place 3 stations de mesure en différents points :
- à Réez, en aval du pont du village,
- à l'aval d'Acy en contrebas du chemin en face le lieu-dit « Le Chemin d'Acy »,
- au pont de la RD 936, en amont de la confluence.

En ces lieux, « sont effectués des mesures ou des prélèvements en vue d'analyses physico-chimiques, microbiologiques..., afin de déterminer la qualité des milieux aquatiques... Ces informations sont administrées par les Agences de l'Eau et les Offices de l'Eau... ».

## Patrimoine - Tourisme
La vallée de la Gergogne est une vallée boisée et préservée. On peut suivre la majeure partie de son cours par route jusqu'à son confluent avec le canal de l'Ourcq.
Dans les villages côtoyant la rivière les églises constituent l'essentiel du patrimoine. Ce sont au fil de l'eau :
Bouillancy, Acy, Rosoy ; puis au-delà de la confluence, les douves du château de Gesvres-le-Duc, sans oublier les anciens moulins.

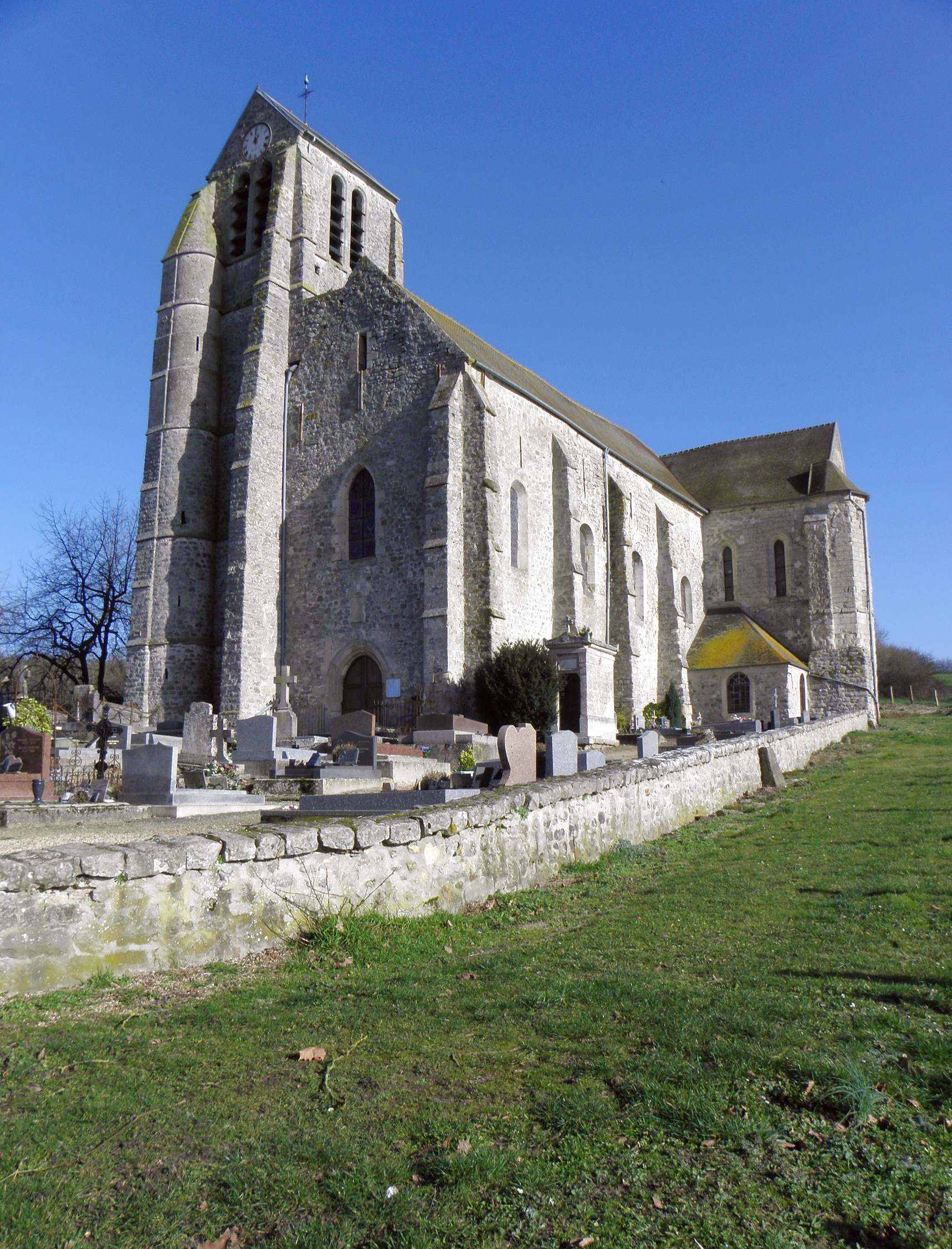
Église de Bouillancy, au bord de la Gergogne.
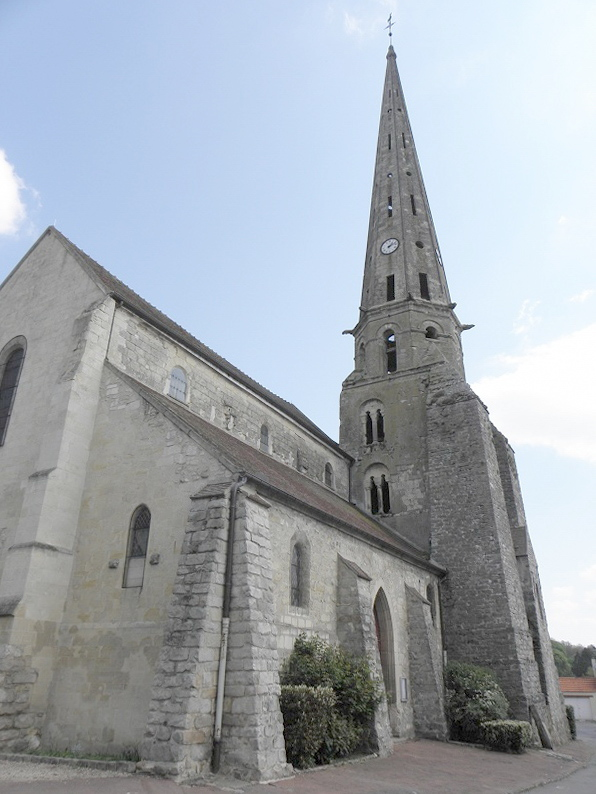
Église d'Acy, au centre du village.
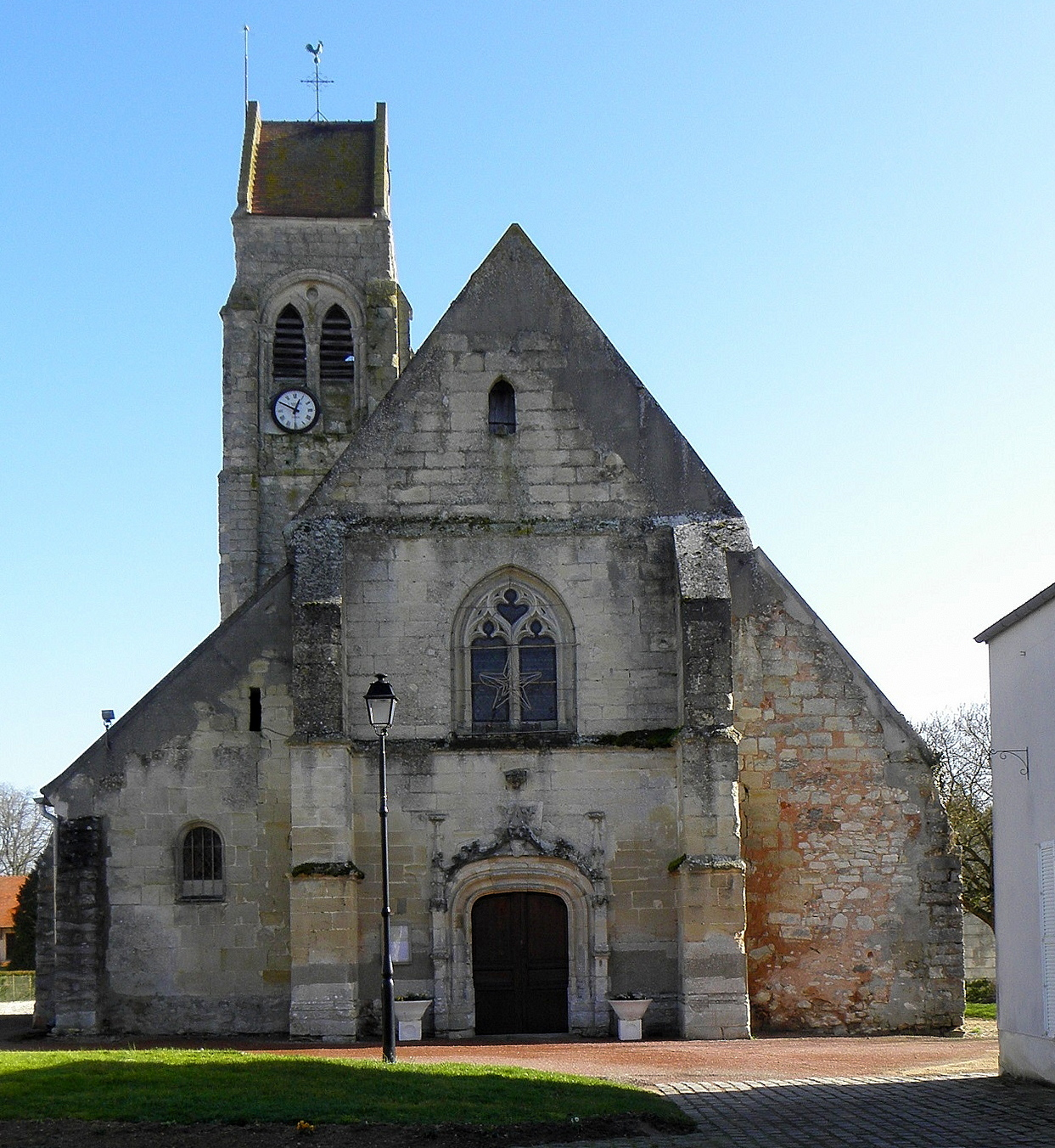
Église de Rosoy.

On trouve en bordure de rivière, un camping, au lieu-dit le « Vieux Moulin » à la sortie d'Acy.
Sur Rosoy, à quelques centaines de mètres du village existe aussi un camping naturiste.